# BMW Rapp concept
La BMW Rapp concept est un concept car de 2017, du designer Dejan Hristov. Conçu pour les cent ans de la marque BMW, il est dédié à Karl Rapp (1882-1962, ingénieur en mécanique et aéronautique, pionnier de l'aviation, et cofondateur de BMW avec Gustav Otto, en 1917).

## Historique
La carrosserie de ce prototype de roadster, au mélange de design néo-rétro futuriste, est inspiré des requins, et de nombreux modèles historiques de la marque BMW 328, BMW 507, BMW série Z, BMW Vision ConnectedDrive, et autre BMW CSL 3.0... 